# Pier Maria Pasinetti
Pier Maria Pasinetti (Venezia, 24 giugno 1913 – Venezia, 8 luglio 2006) è stato uno scrittore e giornalista italiano.
È stato docente universitario di Letteratura Comparata e di Lingua Italiana negli Stati Uniti. Si è anche occupato, in vari modi, di cinema.

## Biografia
Pier Maria Pasinetti nasce a Venezia nel 1913 da una famiglia benestante e in vista. Il padre Carlo è uno stimato primario ospedaliero; il nonno Guglielmo Ciardi e gli zii Giuseppe e Emma Ciardi sono noti pittori; il fratello Francesco Pasinetti diventerà un famoso cineasta, storico e teorico del cinema, e sarà tra i fondatori del Centro Sperimentale di Cinematografia di Roma.
Giovanissimi (1932), i due fratelli fondano Il Ventuno, gazzetta culturale che diventerà una rivista di punta nell'ambito delle iniziative dei GUF (Gruppi Universitari Fascisti) che all'epoca gestivano quasi tutti gli aspetti della vita studentesca e giovanile.
Pier Maria si laurea in lettere a Padova con una tesi su James Joyce documentata anche grazie a due lunghi soggiorni in Inghilterra e in Irlanda durante i quali apprende alla perfezione l'inglese, che diventerà la sua seconda lingua. In quel periodo inizia a collaborare alla terza pagina della Gazzetta del Popolo. Dopo la laurea compie il suo primo viaggio negli Stati Uniti e si innamora di quel paese. Nel 1938 è in Germania in qualità di lettore di italiano presso l'università di Berlino, dove è testimone oculare della notte dei cristalli (9-10 novembre 1938); in seguito insegna italiano anche a Gottinga (fra il 1940 e il 1942) e poi in Svezia (fra il 1942 e il 1946).
Dopo la guerra, nel 1946, si reca nuovamente negli Stati Uniti, dove, dal 1949 al 1985, è docente di Letteratura Comparata e di Lingua Italiana presso l'Università di Los Angeles (UCLA): per tutto questo lungo periodo divide la sua vita fra Los Angeles e Venezia, dove torna ogni anno al termine del semestre accademico.
Durante la lunga carriera universitaria produce una considerevole mole di lavori e saggi, in particolare ma non solo sulla letteratura italiana, e nel 1957 è tra i fondatori della prestigiosa rivista letteraria Italian Quarterly, tuttora attiva. Inoltre dal 1965 affianca Maynard Mack nella realizzazione della famosa Norton Antology of World Masterpieces.
Il suo primo romanzo, Rosso veneziano, pubblicato nel 1959 a cura dell'editore Colombo di Roma, passa quasi inosservato in Italia ma riscuote immediato successo negli Stati Uniti e in seguito in Francia, paesi nei quali la sua fama è tuttora ben superiore a quella registrata in Italia. Nel 1964 Bompiani pubblica il secondo romanzo, La confusione, e l'anno seguente ristampa Rosso veneziano in una versione riveduta e ridotta.
Fra il 1964 e il 1993, inoltre, Pasinetti collabora con il Corriere della Sera inviando regolari corrispondenze dall'America su temi culturali e di costume, molte delle quali saranno raccolte nel volume Dall'estrema America (Bompiani 1974).
Nel 1968 Bompiani pubblica Il Ponte dell'Accademia, finalista al premio Campiello nello stesso anno. Successivamente Pasinetti scrive altri sei romanzi, uno dei quali (Dorsoduro, 1983) gli vale per la seconda volta la finale al Campiello. Va osservato che lo scrittore in ognuno dei suoi romanzi, benché introduca sempre personaggi e vicende nuove, richiama in scena anche alcune figure già presenti nei romanzi precedenti, creando così nel tempo una rete di rapporti e di collegamenti che consentono di considerare la sua opera narrativa come una saga.
Nel 1980 Pasinetti cura la revisione di La confusione, riaffidandolo alle stampe con il nuovo titolo Il Sorriso del Leone arricchito di un intero capitolo inedito. Il suo ultimo romanzo, A proposito di Astolfo, è pubblicato nel 2005, mentre l'autobiografia Fate partire le immagini, è stata pubblicata dall'editrice Antenore nel 2010 grazie al competente lavoro di riordino e annotazioni di Silvana Tamiozzo Goldmann.
Pasinetti si è anche attivamente occupato di cinema, iniziando giovanissimo con il fratello Francesco e proseguendo come soggettista e/o sceneggiatore per Michelangelo Antonioni (La signora senza camelie, 1952, in cui peraltro ha un piccolo ruolo di comparsa) e Franco Rossi (Smog, 1962, e Eneide del 1974, di cui fu realizzata nello stesso anno anche una versione per le sale cinematografiche, con il titolo Le avventure di Enea.
Tra i diversi riconoscimenti letterari ricevuti, ricordiamo il premio del National Institute of Arts and Letters di New York, il premio Scanno (1979), il premio Amelia (1992), il Premio Nazionale Letterario Pisa (1993), il premio Ecureuil de Littérature Etrangère (assegnatogli nel 1996 dal salone del libro di Bordeaux), il Premio alla Venezianità del Bistrot de Venise (2004); ha ottenuto due volte il premio Selezione Campiello e ha fatto parte della giuria dello stesso premio fra il 1971 e il 1973. Tuttavia Pasinetti ha sempre ottenuto i maggiori riconoscimenti di pubblico e di critica lontano dall'Italia, in particolar modo negli Stati Uniti d'America (il Columbia Dictionary of Modern Literature definisce il suo stile "sinuosamente intellettuale, ma parlato diretto"), e in Francia, dove tutte le sue opere sono state tradotte e ristampate.
Alla sua morte ha lasciato un corposo archivio, ora donato dalle eredi al Centro Interuniversitario di Studi Veneti di Venezia, che ha intrapreso la divulgazione delle opere di questo originale e cosmopolita esponente del '900 italiano.

## Il saggista
Nel corso della sua lunga carriera accademica, Pasinetti firma una cospicua produzione saggistica, che spazia da Baudelaire a Leopardi, da Foscolo a Fogazzaro, da Carducci a Moravia. Tra i titoli principali si annoverano:
- 'Coscienza critica': Aspects of Contemporary Italian Criticism, in The Romanic Review, n. 40, ottobre 1949, pp. 186-197.
- Historical Events as Structuring Elements in Non-Historical Novels (Gli avvenimenti storici come elementi strutturanti dei romanzi non storici), in Yearbook of Italian Studies, Vol. 3 – 1973.
- Life for Arts Sake: Studies in the Literary Myth of the Romantic Artist, Garland publications in comparative literature, Taylor & Francis, 1985. Si tratta della tardiva pubblicazione di uno studio sul mito dell'Artista Romantico che, scritto nel 1949, aveva valso a Pasinetti il John Addison Porter Prize per la migliore dissertazione letteraria dell'anno (Yale University). Il lavoro, molto ponderoso, comprende fra l'altro due studi pubblicati precedentemente a parte: 
  - The 'Jeanne Duval' Poems in Les Fleurs du mal
  - Notes Toward a Reading of Foscolo's Sepolcri.

## Il romanziere
- L'ira di Dio, Mondadori, 1942 (tre racconti: Un matrimonio; Il soldato Smatek; Storia di famiglia)
- Rosso veneziano, Colombo, 1959
- La confusione, Bompiani, 1964
- Rosso veneziano, Bompiani, 1965 (riveduto e ridotto rispetto all'edizione del 1959)
- Il ponte dell'Accademia, Bompiani, 1968
- Domani Improvvisamente, Bompiani, 1971
- Rosso veneziano, Bompiani, II edizione 1975
- Il centro, Rizzoli, 1979
- Il sorriso del leone, Rizzoli, 1980 (nuova edizione di La confusione pubblicata da Bompiani nel 1964, riveduta e ampliata con un nuovo capitolo)
- Dorsoduro, Rizzoli, 1983
- Il ponte dell'Accademia, Rizzoli, I1986 (nuova edizione dello stesso romanzo, uscito nel 1969 a cura di Bompiani, con prefazione di Gore Vidal)
- Melodramma, Marsilio, 1993
- Piccole veneziane complicate, Marsilio, 1996
- A proposito di Astolfo, Helvetia, 2005
- Fate partire le immagini, Antenore, 2010 (autobiografia incompiuta; a cura di Silvana Tamiozzo Goldmann)

## Il giornalista
Negli anni giovanili (fra il 1932 e il 1942) collabora con alcune riviste culturali: Il Ventuno, da lui fondata insieme al fratello Francesco, Bianco e Nero, Cinema e Primato.
A partire dal 1934 pubblica i suoi contributi sulla terza pagina della Gazzetta del Popolo, alla quale collaborano nomi illustri quali Carlo Emilio Gadda e Eugenio Montale.
Dal 1964 al 1993 è corrispondente dagli Stati Uniti per il Corriere della Sera; molti di quei reportages confluiscono nella raccolta Dall'estrema America pubblicata nel 1974 da Bompiani.

## L'uomo di cinema
Nei primi anni trenta collabora con il fratello Francesco ai suoi esordi nel cinema scrivendo alcuni soggetti, fra i quali La draga, vincitore del "Premio Mazzucchi", che è alla base del film Il canale degli angeli (1934); gira egli stesso un corto 'sperimentale' intitolato Nuvola (1935). Entrambe le pellicole sono state di recente restaurate (2006 e 2008).
Nel 1952 è tra gli sceneggiatori di La signora senza camelie di Michelangelo Antonioni, suo grande amico.
Nel 1953 è supervisore storico per il film Giulio Cesare diretto da Joseph L. Mankiewicz (sei nomination e un Oscar per la migliore regia artistica).
Nel 1962 scrive il soggetto di Smog per il regista Franco Rossi.
Nel 1974 collabora nuovamente con Franco Rossi come co-sceneggiatore dell'Eneide televisiva.
Nel 1976 esce una mini-serie televisiva tratta da Rosso veneziano diretta da Marco Leto e sceneggiata dal regista e da Diego Fabbri.

## Le opere tradotte
I libri di Pasinetti sono stati regolarmente tradotti nelle lingue inglese, francese e tedesca.
- Rosso veneziano:
  - Venetian Red, Random House, New York, 1960
  - Venetian Red, Secker & Warburg, Londra, 1961
  - Venezianisch Rot, Biederstein Verl., München, 1961
  - Venezianisch Rot, Dt. Buch-Gemeinschaft, 1965
  - Rouge vénitien, Albin Michel, Parigi, 1963 (tradotto dall'inglese Venetian Red, ed. 1960)
  - Rouge vénitien, Cercle du Nouveau Livre, Parigi, 1963
  - Rouge vénitien, Albin Michel, Parigi, riedizione 1990
- La confusione:
  - The Smile on the Face of the Lion, Random House, New York, 1965
  - Le sourire du lion, Albin Michel, Parigi, 1965
- Il ponte dell'Accademia:
  - From The Academy Bridge, Random House, New York, 1970
  - Le Pont de l'Accademia, Calmann-Lévy, Parigi, 1970
- Domani improvvisamente:
  - Suddenly Tomorrow, Random House, New York, 1973
  - Demain, tout à coup, Liana Levi, Parigi, 1986
- Dorsoduro:
  - De Venise à Venise, Liana Levi, Parigi, 1984
  - De Venise à Venise, U.G.E., Parigi, 1993
- Melodramma:
  - Partition vénitienne, Liana Levi, Parigi, 1993
  - Partition vénitienne, U.G.E., Parigi, 1998
  - Partition vénitienne, Liana Levi, Parigi, 2003
- Piccole veneziane complicate:
  - Petites vénitiennes compliquées, Liana Levi, Parigi, 1986
- A proposito di Astolfo:
  - À propos d'Astolfo, Revif, Parigi, 2006

## La critica
Tra i molti che hanno firmato critiche, saggi e recensioni su P. M. Pasinetti si annoverano in particolare:
Dante Della Terza, Fredi Chiappelli, Pier Massimo Forni, Lucia Re, Lowry Nelson, Cristina Della Coletta, Cesare Cavalleri, Mario Alicata, Gianfranco Corsini, Gianfranco Contini, Denitza Bantcheva, Carlo Bo, Teresa Buongiorno, Giovanni Antonio Cibotto, Geno Pampaloni, Alberto Bevilacqua, Carlo della Corte, Indro Montanelli, Alcide Paolini, Claudio Toscani, Carlo Sgorlon, Michele Prisco, Michelangelo Antonioni, Ivo Prandin, Giulio Nascimbeni, Silvana Tamiozzo Goldmann.